# Martinus Nordanus
Martinus Nordanus (* in Lübeck; † 29. Oktober 1620 ebenda) war ein deutscher Rechtswissenschaftler und Syndicus der Hansestadt Lübeck.

## Leben
Martinus Jordanus war der Sohn des 1557 verstorbenen Reformators und Diaconus (2. Pastor) an St. Aegidien in Lübeck, Brictius thom Norde (Brixius Nordanus). Er immatrikulierte sich zum Studium der Rechtswissenschaften 1573 an der Universität Rostock und am 3. Oktober 1574 bezog er die Universität Heidelberg. In Rostock wurde er 1590 zum Dr. der Rechte promoviert. Von Rostock aus bestellte ihn der Lübecker Rat zur Unterstützung des ersten Syndicus Laurentius Finckelthaus 1601 zum Lübecker Syndicus, zunächst auf eine Probezeit von fünf Jahren befristet. Lübeck war zu dieser Zeit von erneuten bürgerlichen Unruhen betroffen, den sog. Reiserschen Unruhen. Am 28. Oktober 1620 erlitt er auf dem Rathaus einen Schlaganfall, an dessen Folgen er am nächsten Tag verstarb.
Sein gleichnamiger Sohn Martinus Nordanus wurde ein bekannter Theologe.